# Wakoopa
Wakoopa ist ein Software-Unternehmen, das passive Tracking-Lösungen für die Marktforschung erstellt. Wakoopa wurde im Jahr 2007 gegründet und ist in Amsterdam, Holland, basiert.

## Tracking-Software
Wakoopa entwickelt passive Messsoftware, die es ermöglicht, das reelle Online-Verhalten von Nutzern zu beobachten. Diese Software wird in Panels umgesetzt, wobei die Teilnehmer ausdrücklich zustimmen, bei der Marktforschung mitzumachen. Die Daten selber werden vollständig anonymisiert gesammelt und ausgewertet. Es ist jedoch möglich, andere Daten über die Benutzer zu sammeln, wenn diese sie freiwillig zur Verfügung stellen (z. B. Alter, Automarke, …), und diese mit den passiven Daten zu kombinieren.
Wakoopa bietet die Software als White-Label-Lösung für Marktforschungs-Unternehmen an, die Panels betreiben. Wakoopa arbeitet auch in verschiedenen Märkten mit Panel-Anbietern zusammen, um eine kontinuierliche Datenquelle über das Online-Verhalten der Internetnutzer anzubieten.

## Geschichte / Wakoopa Social

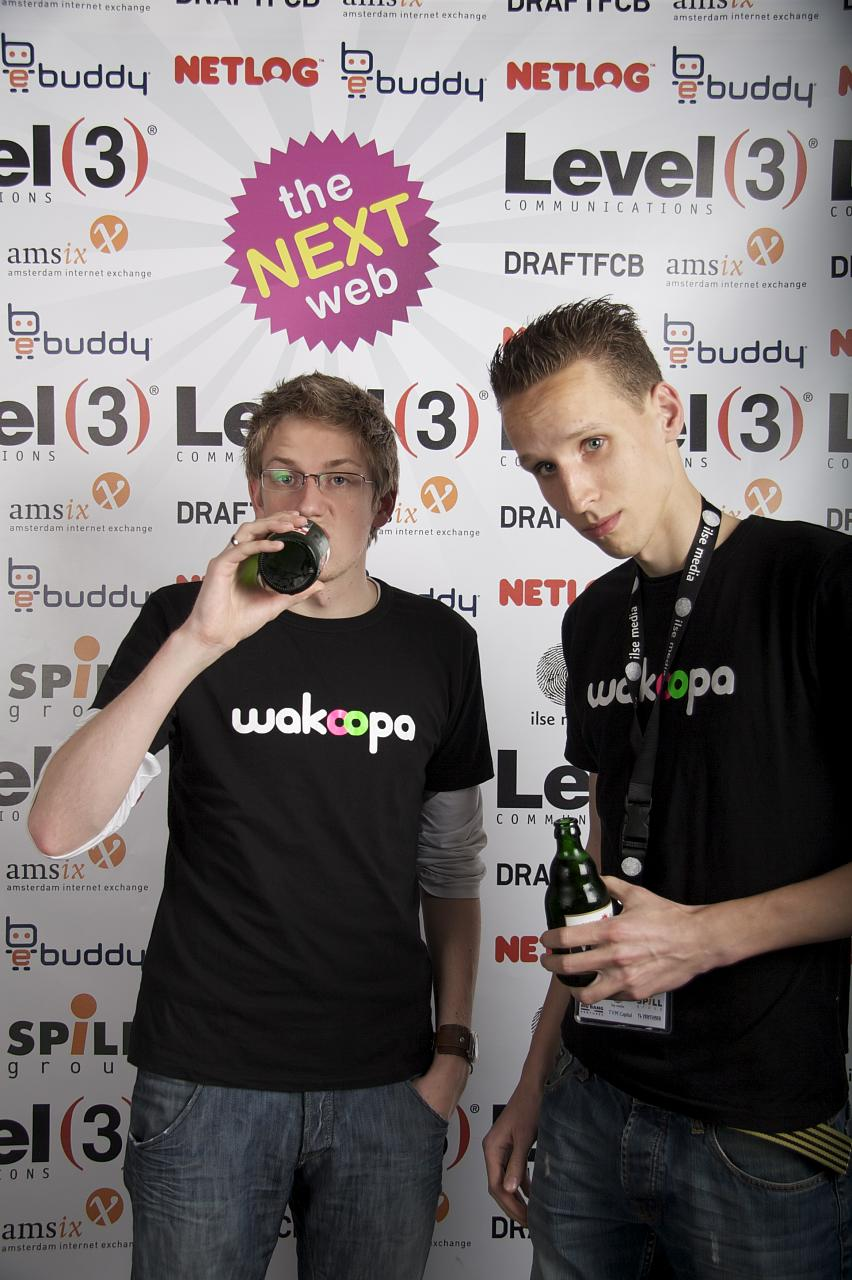
Robert Gaal und Wouter Broekhof, 2008

Wakoopa begann im Jahr 2006 als ein soziales Netzwerk, das rund 200.000 registrierte Nutzer anzog – die sogenannten „Wakoopians“. Die Plattform bot den Teilnehmern die Möglichkeit, die eigene Nutzung von Apps zu messen und diese zu bewerten. Diese Informationen konnte mit anderen Nutzern geteilt werden, um so innerhalb des sozialen Netzwerkes neue Applikationen zu entdecken. Durch die Nutzung von Apps und das Schreiben von Bewertungen konnten die Benutzer bestimmte Niveaus erreichen (Grünschnabel, Anfänger, Enthusiast, Verehrer, Expert, Fanatiker und Overlord). Diese Zustände hatten jeweils ihr eigenes Symbol, das von dem niederländischen Karikaturist Nozzman entwickelt wurde. Im Jahr 2010 begann Wakoopa die Software umzusetzen, um sie als Tracking-Produkt für die Marktforschung zu verwenden und in der Online-Forschung zu innovieren. Diese Strategie erwies sich als erfolgreich, und das soziale Netzwerk wurde 2012 geschlossen.

## Wakoopa und Netquest
2014 hat sich Wakoopa mit Netquest, Online-Feldforschungs-Anbieter für Spanien, Portugal und Lateinamerika, zusammengetan. Nach gemeinsamen Projekten kamen beide Unternehmen zu dem Schluss, dass sie ein gleiches Ziel verfolgen: dafür zu sorgen, dass die Technologie ein vollwertiger Teil der Panelisten-Erfahrung ist. Eine enge Zusammenarbeit mit Netquest eröffnete die Möglichkeit, alle Aspekte der Online-Forschung zu integrieren. Wakoopa bleibt eine eigenständige Einheit in enger Zusammenarbeit mit Netquest.

## Wakoopa und GfK
2016 akquirierte GfK Netquest und damit auch dessen Tochter Wakoopa.